# Sky Srpska
Sky Srpska — авиакомпания Республики Сербской, существовавшая с 2007 по 2011 годы; являлась частным предприятием, владельцем которого было Правительство Республики Сербской. Базовым аэропортом был международный аэропорт Баня-Лука. Штаб-квартира располагалась в Баня-Луке, на улице Змай Йовин, в доме номер 8.

## История
Авиакомпания основана в феврале 2007 года. 16 июня 2010 года был подписан меморандум о сотрудничестве Sky Srpska и Adria Airways, а уже 14 июля компания официально открыла первый международный рейс: Баня-Лука — Любляна. На церемонии присутствовал премьер-министр Республики Сербской Милорад Додик.
Планировалось, что компания будет эксплуатировать самолёты Sukhoi Superjet 100 для выполнения рейсов. Однако в 2012 году Правительство Республики Сербской из-за нехватки средств на содержание закрыло компанию.